# Boughera El Ouafi
Ahmed Boughèra El Ouafi (ur. 15 października 1898 w Aulad Dżalal, zm. 18 października 1959 w Paryżu) – francuski lekkoatleta maratończyk, mistrz olimpijski z Amsterdamu.
Urodził się we wiosce Aulad Dżalal niedaleko Biskiry w Algierii, która w tym czasie należała do Francji. Podczas służby wojskowej zauważono uzdolnienia El Ouafiego w biegach lekkoatletycznych i skierowano na zawody wojskowe w lekkoatletyce we Francji. Tam zrobił dobre wrażenie i dopuszczono go do kwalifikacji przed igrzyskami olimpijskimi w 1924 w Paryżu.
Otrzymał nominację olimpijską i wystąpił na igrzyskach w biegu maratońskim, w którym zajął 7. miejsce. Później nie startował wiele, ale podczas wojny z republiką Rifu służył jako kurier, przebiegając długie dystanse po pustyni z meldunkami. W biegu maratońskim na następnych igrzyskach olimpijskich w 1928 w Amsterdamie przez trzy czwarte dystansu biegł za prowadzącą grupą, a na 5 kilometrów przed metą zaczął kolejno wyprzedzać czołowych zawodników i samotnie zwyciężył o 26 sekund przed Manuelem Plazą z Chile.
Po zwycięstwie występował w Stanach Zjednoczonych, ale pieniądze, które za nie otrzymał, pozbawiły go statusu amatora. Otworzył kawiarnię w Paryżu. Przypomniano sobie o El Ouafim, kiedy w 1956 inny Francuz pochodzący z Algierii Alain Mimoun został mistrzem olimpijskim w maratonie. El Ouafi był wówczas biedakiem. Został zastrzelony w kawiarni przez członków Frontu Wyzwolenia Narodowego Algierii, kiedy odmówił im poparcia.
Był pierwszym mistrzem olimpijskim w biegu maratońskim urodzonym w Afryce.